# Powers of Ten
Powers of Ten is een korte documentaire uit 1977 die de relatieve verhoudingen van dingen van microscopisch tot kosmisch niveau toont in machten van tien.
De film begint met een picknick in een park; waarbij het beeld een breedte van één meter heeft. Vervolgens wordt er traag uitgezoomd: eerst naar een beeld met tien meter (of 101m) doorsnede, daarna 100 meter (102m), dan 1 kilometer (103m). Zo wordt duidelijk dat de picknick plaatsvindt in Chicago. Dit gaat zo verder tot het beeld 1024 meter als doorsnede heeft. De camera zoomt dan terug in: eerst op het melkwegstelsel, dan op het zonnestelsel, de aarde, terug op Chicago, het park en de picknick. Daar aangekomen gaat de camera door, om de negatieve machten van tien te verkennen, naar de hand van een man, de huid, de cellen, de celkern, het DNA, de moleculen, de atomen tot de protonen en quarks (de doorsnede van het beeld bedraagt dan 10−16 meter).
Het idee van de film komt uit het boek Cosmic View van Kees Boeke. De film is gemaakt door de ontwerpers Ray Eames en Charles Eames.
Robbert Dijkgraaf merkt hierover op dat bij het uitzoomen het beeld ook terug gaat in de tijd, ten gevolge van de vertraging die licht heeft als het over lange afstanden moet reizen. De lichtsnelheid is 3·108 m/s. Zo is de verste foto, die van het volledige universum, een foto van een heel jong universum, wanneer het nog relatief klein is. In deze film komen dus onbewust twee uitersten bijeen, tijd en afstand.